# أفترماث للتسلية
أفترماث للتسلية (بالإنجليزية: Aftermath Entertainment)‏ هي شركة تسجيلات أمريكية أسسها منتج موسيقى الهيب هوب ومغني الراب دكتور دري. تعمل كشركة تابعة لـإنترسكوب ريكوردز التابعة لـمجموعة يونيفرسال الموسيقية. تشمل الأعمال الحالية
دكتور دري نفسه، إيمينيم - كيندريك لامار - أندرسون باك - جون كونور - جوستوس، مع أعمال سابقة بما في ذلك 50 سنت - باستا رايثمز - ذا غيم - رايكون - إيف - راكيم وغيرهم. اكتسبت أعمال الشركة على مر السنين شهادة ر.ص.ت.أ - RIAA من البلاتينوم أو أعلى في 20 من أصل 28 ألبومًا تم إصدارها..